# Sebastian Lesiczka
Sebastian Lesiczka (ur. we wsi Jeżowe w Rzeszowskiem) - długoletni wójt gminy Jeżowe, a także chłopski poeta, przedstawiony publiczności przez Lucjana Siemieńskiego (artykułem Wiejski wierszopis, w piśmie "Czas" (1853 nr 136) i W. Łozińskiego (Sobek z Jeżowy ("Nowiny" 1855 nr 108, "Dzwonek" 1860 nr 3 i 12.